# 佐藤孝吉
佐藤 孝吉（さとう たかよし、1935年12月7日 - ）は、日本テレビ顧問、エグゼクティブディレクター、大正大学招聘教授、サイバー大学客員教授。東京府出身。

## 経歴
立教高等学校（現・立教新座高等学校）から一橋大学社会学部を経て、1959年に日本テレビに入社。当初はドラマ班に配属され「ダイヤル110番」などを演出。1965年の「ビートルズ日本公演」も担当。
その後バラエティ班に異動、娯楽ドキュメンタリーの分野で才能を開花させる。最大のヒット作は『アメリカ横断ウルトラクイズ』。彼によるとこの番組は単なるクイズ番組の枠を超えて人間ドキュメンタリー番組までに発展していったと言う。また、徳光和夫を目標、そして鑑として見習って来た福留功男を鍛え直した逸話がある。
その後『追跡』を手がけ情報番組でもヒットを飛ばした。
これらの功績が認められて制作現場一筋のテレビマンとしては異例の昇進を果たし、1991年に取締役に就任。2000年に常務取締役。2001年6月には専務取締役、執行役員への昇進を果たし、若手テレビマンの育成などを行った。しかし2003年11月に発覚した「日本テレビ視聴率買収事件」に伴い、顧問となる。
退社後も期首特番である『はじめてのおつかい』を手がけていた（総監督とクレジットされていた）が、現在では番組を離れている。

## 担当番組

### ディレクター作品
レギュラー番組
- ぼくとおまわりさん（1964年）
- ダイヤル110番
- 木曜スペシャル
  - アメリカ横断ウルトラクイズ
  - これが航空母艦エンタープライズだ
  - これが決定版!プロ野球珍プレー好プレー
- 追跡
- 大追跡

スペシャル番組
- さよなら!ミスター・ジャイアンツ～長嶋茂雄引退特別番組～
- ピラミッド再現計画
- チャールズ皇太子・ダイアナ妃結婚特番
- 筋肉番付
- カルガモさんのお通りだ
- ドミノ倒し
- はじめてのおつかい

### 映画作品
- かるがもさんのお通りだ：監督・原作
- 映画 犬夜叉 時代を越える想い：企画
- 名探偵コナン ベイカー街の亡霊：企画
- 猫の恩返し：企画
- 映画 犬夜叉 鏡の中の夢幻城：企画
- 名探偵コナン 迷宮の十字路：企画
- 映画 犬夜叉 天下覇道の剣：企画

## 出演番組
- 日本テレビ開局50周年記念番組 日テレバラエティー全史 テレビ馬鹿50人と馬鹿テレビ50年〜シャボン玉ホリデーからガキの使いまで〜（2003年8月2日放送、日本テレビ）※VTRによる出演
- 爆笑問題の日曜サンデー（2012年10月21日放送、TBSラジオ）※ゲスト出演
- ニノさん（2017年2月19日放送、日本テレビ）※ゲスト出演
- 電波少年W 〜あなたのテレビの記憶を集めた〜い!〜（2021年3月15日放送、WOWOWプライム、WOWOWオンデマンド、YouTube）※ゲスト出演

## 著作
- 『僕がテレビ屋サトーです 名物ディレクター奮戦記』
- （文藝春秋、2004年） ISBN 4-16-365590-5
- （文春文庫、2007年） ISBN 978-4-16-771317-1

## 受賞歴
- エミー賞
- テレビ大賞
- ギャラクシー賞
- 橋田壽賀子賞

## 関係の深い人物
- 氏家齊一郎（元日本テレビ社長・会長。佐藤を役員に抜擢した人物）
- 萩原敏雄（元日本テレビ社長、同期）
- 細野邦彦（日本テレビの同期）
- 小杉善信（制作局時代の部下で一橋大学の後輩、現・日本テレビ取締役専務執行役員）
- 土屋敏男（制作局時代の部下で一橋大学の後輩、現・日本テレビ編成局専門局長。大学生の頃（日本テレビ受験以前）から佐藤とは親交があり、大きな影響を与えた[2]）